# Bahá'í och undervisning av israeler
Redan på 'Abdu'l-Bahás (1844 – 1921) fanns ett förbud för bahá'í-troende att sprida sin lära till människor som levde i området kring Haifa och berget Karmel, där baha'ierna höll på att etablera sitt världscentrum. Ursprungligen fanns ett förbud från den Osmanska regimen, och efter det Första världskriget förnyade områdets nya herrar – engelsmännen – förbudet. Då var skälet att den judiska inflyttningen hade påbörjats genom den sionistiska rörelsen. Muslimer och kristna fanns redan i området och judarna ökade i antal. Enligt engelsmännen i början av 1920-talet hade bahá'íerna rätt att upprätta ett religiöst centrum i området eftersom bahá'í-lärans grundare Bahá'u'lláh och många av hans anhängare hade deporterats till den dåvarande fängelsestaden Akka på andra sidan Haifabukten den 31 augusti 1868. Dessutom var Bahá'u'lláhs grav belägen i Bahji och Bábs gravhelgedom höll på att byggas på Karmelberget. För att undvika fler religiösa motsättningar förbjöds emellertid bahá'íerna att undervisa i området.
Efter staten Israels tillkomst 1948 förklarades att bahá'íerna även fortsättningsvis var välkomna att bygga ut sitt religiösa centrum på Karmelberget. Enligt en regel som även Universella Rättvisans Hus antagit får inte bahá'íer undervisa israeler (dvs varken judiska eller arabiska israeler) om bahá'í-läran i Israel. Ingen undervisning får heller ges till judar i andra delar av världen som är på väg att flytta till Israel. Anledningen är att Universella Rättvisans Hus inte på något sätt vill riskera att bidra till att konflikterna i området ökar. Däremot är alla boende i Israel välkomna att besöka bahá'í-helgedomarna.